# Bright Edomwonyi
Bright Osagie Edomwonyi (sinh 24 tháng 7 năm 1994 ở thành phố Benin) là một cầu thủ bóng đá Nigeria chơi ở vị trí tiền đạo cho SK Sturm Graz mượn từ câu lạc bộ Thổ Nhĩ Kỳ Süper Lig là Çaykur Rizespor.